# 알렉신

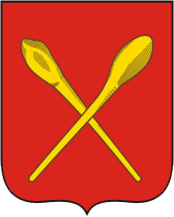
시 문장

알렉신(러시아어: Але́ксин)은 러시아 툴라주에 위치한 도시로, 인구는 68,156명(2002년 기준)이다. 툴라(툴라 주의 주도)에서 북서쪽으로 71km 정도 떨어진 곳에 위치한다.
1236년에 신설되었고 1348년에 쓰여진 니콘 연대기에 처음 등장했다. 1472년 킵차크 칸국의 아마트 칸이 이끄는 군대가 모스크바 대공국을 침공하면서 요새가 건설되었다. 1777년 시로 승격되었고 1930년대 화학 공장이 들어서면서 크게 발전했다.

## 자매 도시
- 러시아 옐라부가
- 러시아 제르진스키
- 슬로바키아 Veľký Krtíš
- 러시아 디미트로브그라드
- 러시아 말로야로슬라베츠
- 러시아 Susaninsky District
- 러시아 Chusovoy
- 벨라루스 살리호르스크
- 러시아 세르푸호프
- 몬테네그로 티바트